# فرانسوا ليفايان
كان فرانسوا ليفايان (ولد باسم فيلان، ولكنه عُرف في وقت لاحق من حياته باسم الفيلاني، 6 أغسطس 1753 - 22 نوفمبر 1824) مؤلفًا ومستكشفًا وعالم طبيعة وجامعًا لعلوم الحيوان وعالم طيور مشهور. وصف العديد من الأنواع الجديدة من الطيور بناءً على الطيور التي جمعها في إفريقيا وسمي العديد من الطيور باسمه. كان من بين أول من استخدم لوحات ملونة من أجل توضيح الطيور وعارض استخدام المصطلحات ذات الحدين التي قدمها كارل لينيوس، مفضلًا بدلًا من ذلك استخدام الأسماء الفرنسية الوصفية مثل bateleur (بمعنى البهلوان أو مشى الحبل المشدود) للإفريقية للنسر الأفريقي المميز.

## حياته
وُلد فرانسوا فيلان في باراماريبو، عاصمة غيانا الهولندية (سورينام)، وهو ابن نيكولاس فرانسوا، محام فرنسي من ميتز كان قد فر إلى هناك بعد هروبه مع والدته كاثرين جوزفين ثم تولى منصب القنصل الفرنسي. أثناء نشأته وسط الغابات، اهتم فرانسوا بالحيوانات المحلية، وجمع الطيور والحشرات. عادت عائلته إلى فرنسا عام 1763. في عام 1772، انضم فرانسوا إلى فوج سلاح الفرسان بيري بصفة ضابط متدرب في ميتز، لكنه رُفض في النهاية كضابط لأنه لم يكن طويل القامة بما يكفي. تزوج من سوزان دي نور عام 1773. عمل مع صيدلي محلي كان قد طور صابونًا يحتوي على الزرنيخ من أجل الحفاظ على الطيور. في عام 1777، انتقل إلى باريس وبدأ حياته المهنية تاجرًا بعينات التاريخ الطبيعي.

### سفره إلى رأس الرجاء الصالح
ذهب إلى رأس الرجاء الصالح في عام 1780، عن عمر يناهز 27 عامًا، بصفته رفيق مدفعي لشركة الهند الشرقية الهولندية، ولكن من المؤكد تقريبًا أن أمين الخزانة العام جاكوب تيمينك هو من كفله على أساس أنه سوف يعزز المجموعة.
قرر دراسة حياة الطيور والحيوانات في بيئتها الطبيعية. في ذلك الوقت، كانت جنوب إفريقيا موقعًا غريبًا وغير معروف نسبيًا، وقد جمع عينات من شأنها تأسيس سمعته داخل المجتمع العلمي حتى يوليو 1784: عندما عاد إلى هولندا وفرنسا. قام بثلاث رحلات، واحدة حول كيب تاون وخليج سالدانها (أبريل إلى أغسطس 1781)، وواحدة شرقًا من كيب (ديسمبر 1781 إلى مايو 1783) والثالثة إلى نهر أورانج وإلى ناماكوالاند الكبرى (يونيو 1783 إلى مايو 1784): قام الباحثون إلى حد ما بتعديل التواريخ التي قدمتها ليفالاين. خلال الرحلة الاستكشافية الأولى، كانت مجموعته على متن السفينة ميدلبرغ، التي هاجمها الإنجليز وأغرقوها في خليج سالدانة. ومع ذلك، فقد تمكن من العودة بأكثر من 2000 عينة من الطيور والحشرات والثدييات والنباتات. خلال هذه الرحلة غير اسمه إلى الفيلاني.
أُنتجت خريطة توضيحية لأسفاره نحو عام 1790 للملك لويس السادس عشر. يبلغ عرض الخريطة تسعة أقدام وارتفاعها ستة أقدام، وهي تصور الرحلات والمشهد الطبيعي. صمم بيرييه العناصر الخرائطية للخريطة مع إدخال الحيوانات والمناظر الطبيعية بواسطة فان لين. الطيور كانت من قبل رينولد. أُلصقت 62 صورة للحيوانات والنباتات على الخريطة. أحد الحيوانات المصورة هو العلهب الأزرق المنقرض الآن.